# Georg Jens Greve
Georg Jens Greve, född 28 juli 1884 i Bergen, död 4 januari 1973 i Oslo, var en norsk arkitekt.
Greve fick sin utbildning i Trondheim och som assistent vid Stadshusets ritkontor i Stockholm. Från 1916 var han verks i Bergen, särskilt för återuppförandet av de vid branden nämnde år förstörda kvarteren.